# 中島河太郎
中島 河太郎（なかじま かわたろう、1917年6月5日 - 1999年5月5日）は、日本のミステリー文学評論家、アンソロジスト、国文学者。本名は、中嶋馨（なかじま かおる）。日本推理作家協会第7代理事長。日本ミステリー文学大賞受賞者。和洋女子大学元学長・名誉教授。江戸川乱歩の薫陶を受けた推理小説研究の第一人者で、推理小説に加え国文学・民俗学の書誌学者としても知られる。別名に小城魚太郎、石羽文彦、玉井一二三。

## 略歴
鹿児島県鹿児島市生まれ。鹿児島県立第一鹿児島中学校、第七高等学校造士館を経て、東京帝国大学文学部国文科で中世説話文学を専攻する。旧制中学時代から兄の影響で「新青年」を読み始め、探偵小説に親しむ。また、鹿児島での学生時代は、地元出身教師の郷土史自慢の多さに辟易していた。旧制七高の学生時代に、当時新興の学問だった民俗学に取り組み始め、鹿児島民俗研究会結成に参加。1942年に東京大学国文科を卒業して教師となり、神奈川県立横浜第一中学校 (旧制)を経て、東京都立第七中学校 (旧制)・東京都立墨田川高等学校の教諭をつとめる。柳田國男、正宗白鳥に師事し、1945年に柳田國男の説話会に参加。
1947年に探偵新聞に連載した「日本推理小説略史」で江戸川乱歩に注目され、ミステリー小説評論家としての本格的な活動を開始する。1955年、まだ書き下ろし小説を募集していなかった第1回江戸川乱歩賞を、外国・日本推理小説をまとめ評論した『探偵小説辞典』で受賞した。1965年、『日本推理小説史 第一巻』が第18回日本推理作家協会賞の候補。1966年、第19回日本推理作家協会賞を『推理小説展望』で受賞。1985年から2期4年間日本推理作家協会理事長を務める。1997年、日本初の推理小説専門図書館であるミステリー文学資料館の初代館長に就任。
国文学者としては、1966年に和洋女子大学および同短期大学部の国文学科講師に着任し、1968年に助教授に就任。1970年に教授に昇任。1980年、国文学科の属する文家政学部の学部長を兼任。1991年同大学および短期大学の学長に就任し、1996年まで務めて、名誉教授授与。民俗学にも精通し、正宗白鳥や柳田國男の研究者として多大な功績を残した。
1988年、勲四等旭日小綬章受章。1998年度に、わが国のミステリー文学の発展に著しく寄与した人物に贈られる日本ミステリー文学大賞を受賞（第2回）。

## 逸話
旧制中学教師時代は、まだ若かったため生徒から「あんちゃん」と呼ばれ、怒ると生徒を並べて「ホイホイ」と言いつつ後ろから尻を蹴り上げることで知られていた。戦時中に授業を受けた半藤一利からは「軍事教練をさぼると思いっきり殴る軍国教師だった」と批判されている。その他、佐野眞一も墨田川高等学校での教え子のひとりである。佐野によると、当時の中島は「由比正雪のような総髪をし、達意の文章、特に古典の名文を読むときは音吐朗々、独特の髪形とも相俟って、書かれた世界に引きずりこむ魔力めいたものがあ」り、1964年5月、『宝石』廃刊の時は憔悴した表情で「今日は大変悲しいことがあったので、授業はできません」と発言した、という。

## 著作
- 『推理小説ノート』（社会思想研究会出版部、現代教養文庫） 1960
- 『日本推理小説史 第1巻』（桃源社） 1964。新版・東京創元社 1993
- 『推理小説展望』（東都書房、世界推理小説大系 別巻） 1965。双葉文庫 1995
- 『推理小説の読み方』（岩井泰三絵、ポプラ社） 1971
- 『ルパンとホームズ 推理小説のなぞをとく』（ポプラ社、少年ブックス） 1976
- 『日本推理小説史 第2巻』（東京創元社） 1994
- 『日本推理小説史 第3巻』（東京創元社） 1996
- 『探偵小説辞典』（講談社文庫、江戸川乱歩賞全集1）1998.9 ISBN 4-06-263875-4
- 『中島河太郎著作集』上（中嶋淑人編、論創社） 2020.1 ISBN 978-4-8460-1883-2
- 『中島河太郎著作集』下（中嶋淑人編、論創社） 2021.3 ISBN 978-4-8460-1884-9

### 編集
- 『推理小説への招待』（荒正人共編、南北社） 1959
- 『ポケット・ミステリィ』（編、光書房） 1959
- 『異端の文学 怪奇・幻想・恐怖名作選』（編、新人物往来社） 1969
- 『新青年傑作選』全5巻（編、立風書房） 1969 - 1970 - 下記 角川文庫版『新青年傑作選集』とは別内容
- 『ビーストン傑作集』（ビーストン、編、創土社） 1970
- 『ルヴェル傑作集』（ルヴェル、編、創土社） 1970
- 『あなたは挑戦者 犯人捜し』（山村正夫等著、編、青樹社） 1972
- 『犯人当て傑作選』（編、サンポウ・ノベルス） 1973
- 『名探偵傑作選』（選、サンポウ・ノベルス） 1973
- 『現代怪奇小説集』全3巻（紀田順一郎共編、立風書房） 1974
- 『密室殺人傑作選』（編、サンポウ・ノベルス） 1974
- 『恐怖推理』（編、ベストセラーズ） 1975
- 『三億円事件 小説推理』（編、グリーンアロー出版社） 1975
- 『日本代表ミステリー選集』全10冊（権田萬治共編、角川文庫） 1975 - 1976
- 『名探偵13人登場』（編、ベストセラーズ） 1975
- 『恐怖の大空 航空ミステリー傑作集』（編、ワールドフォトプレス） 1976
- 『殺意の死角』（編、日本文華社、文華新書 小説選集） 1976
- 『戦慄の蒼空 航空ミステリー傑作集』（編、ワールドフォトプレス） 1976
- 『血染めの怨霊』（編、ベストブック社） 1976
- 『日本探偵小説ベスト集成 戦前篇』（編、徳間ノベルス） 1976
- 『ハードボイルド傑作選 1』（編、ベストブック社） 1976
- 『凶悪の空路 航空ミステリー傑作集』（編、ワールドフォトプレス） 1977
- 『現代怪奇小説集』（紀田順一郎共編、立風書房） 1977
- 『死の懸垂下降 山岳推理ベスト集成』（編、徳間ノベルス） 1977
- 『戦慄の旅路』（編、日本文華社、文華新書 小説選集） 1977
- 『血ぬられた海域 海洋推理ベスト集成』（編、徳間ノベルス） 1977
- 『日本探偵小説ベスト集成 戦後篇』（編、徳間ノベルス） 1977
- 『新青年傑作選集』全5巻（編、角川文庫） 1977 - 上記 立風書房版『新青年傑作選』とは別内容
- 『怪談ミステリー集』（編、双葉新書） 1978、双葉文庫 1985
- 『「宝石」傑作選集』全5冊（編、角川文庫） 1978 - 1979
- 『本格推理傑作集』（編、双葉新書） 1978
- 『名探偵読本 5 シャーロック・ホームズのライヴァルたち』（押川曠共編、パシフィカ） 1979
- 『名探偵読本 8 金田一耕助』（編、パシフィカ） 1979
- 『動物ミステリー集 殺人の影に意外な生物』（編、双葉新書） 1979
- 『江戸川乱歩 - 評論と研究』（編、講談社） 1980
- 『殺人鬼の饗宴 恐怖ミステリー集』（編、双葉新書） 1981
- 『猫が見ていた 猫ミステリー傑作選』（編、廣済堂出版） 1981、廣済堂文庫 1986
- 『日本ミステリーベスト集成』全4冊（編、徳間文庫） 1984 - 1985
- 『あなたは名探偵 Mystery puzzle』（編、青樹社） 1985
- 『日本推理小説辞典』（編、東京堂出版） 1985
- 『新青年ミステリ倶楽部 幻の探偵小説』（編、青樹社） 1986
- 『江戸川乱歩推理文庫』全65冊（平井隆太郎と責任編集、講談社文庫） 1987 - 1989
- 『貼雑年譜』講談社 1989 推理文庫 特別補巻。改訂単行版 2003
- 『江戸川乱歩ワンダーランド』（責任編集、沖積舎） 1989
- 『現代ミステリー傑作選』（権田萬治共編、角川文庫） 1989
- 『日本縦断殺人』（編、天山文庫） 1991
- 『日本列島殺人』（編、天山文庫） 1992

文芸作品集成
- 『大衆文学大系』（全30巻＋別巻、講談社） 1971 - 1980

大佛次郎, 川口松太郎, 木村毅監修で、尾崎秀樹と和田芳恵と編集委員
- 『正宗白鳥全集』全30巻（紅野敏郎共編、福武書店） 1983 - 1986

## 翻訳
- 『グリーン家殺人事件』（バン・ダイン、斎藤寿夫絵、秋田書店） 1973
- 『闇からの声』（フィルポッツ、杉尾輝利絵、秋田書店） 1973
- 『列車消失事件 短編傑作集』（斎藤寿夫等絵、秋田書店、世界の名作推理全集） 1974
- 『怪盗ルパン名作選集』全6巻（モーリス・ルブラン、松村喜雄共訳、秋田書店） 1985 - 1986

## 監修
- 『世界の推理小説総解説 翻訳ミステリーと国内推理小説名作典』（権田萬治共監修、自由国民社） 1982
- 『日本探偵小説全集』全12巻（監修、東京創元社、創元推理文庫） 1984 - 1996
- 『ポピュラー・ミステリーワールド』全15巻（監修、リブリオ出版） 1997
- 『くらしっくミステリーワールド』全15巻（監修、リブリオ出版） 1997
- 『もだんミステリーワールド』全15巻（監修、リブリオ出版） 1998
- 『げんだいミステリーワールド』全15巻（監修、リブリオ出版） 1999
- 『乱歩文献データブック』（平井隆太郎共監修、名張市立図書館） 1997
- 『江戸川乱歩執筆年譜』（平井隆太郎共監修、名張市立図書館） 1998